# Tretåig mås
Tretåig mås (Rissa tridactyla) är en fågelart som tillhör familjen måsfåglar. Den är en mycket vanlig art i Nordatlanten, men som häckfågel i Sverige är den begränsad till ön Nidingen utanför norra Halland, där den första gången observerades som häckfågel 1967, samt tidigare till sjön Luossajärvi i Kiruna. Där häckade den fram till dess att LKAB torrlade och tömde delar av sjön. Den har dock setts sporadiskt i omgivningarna efter detta.

## Utseende och läte

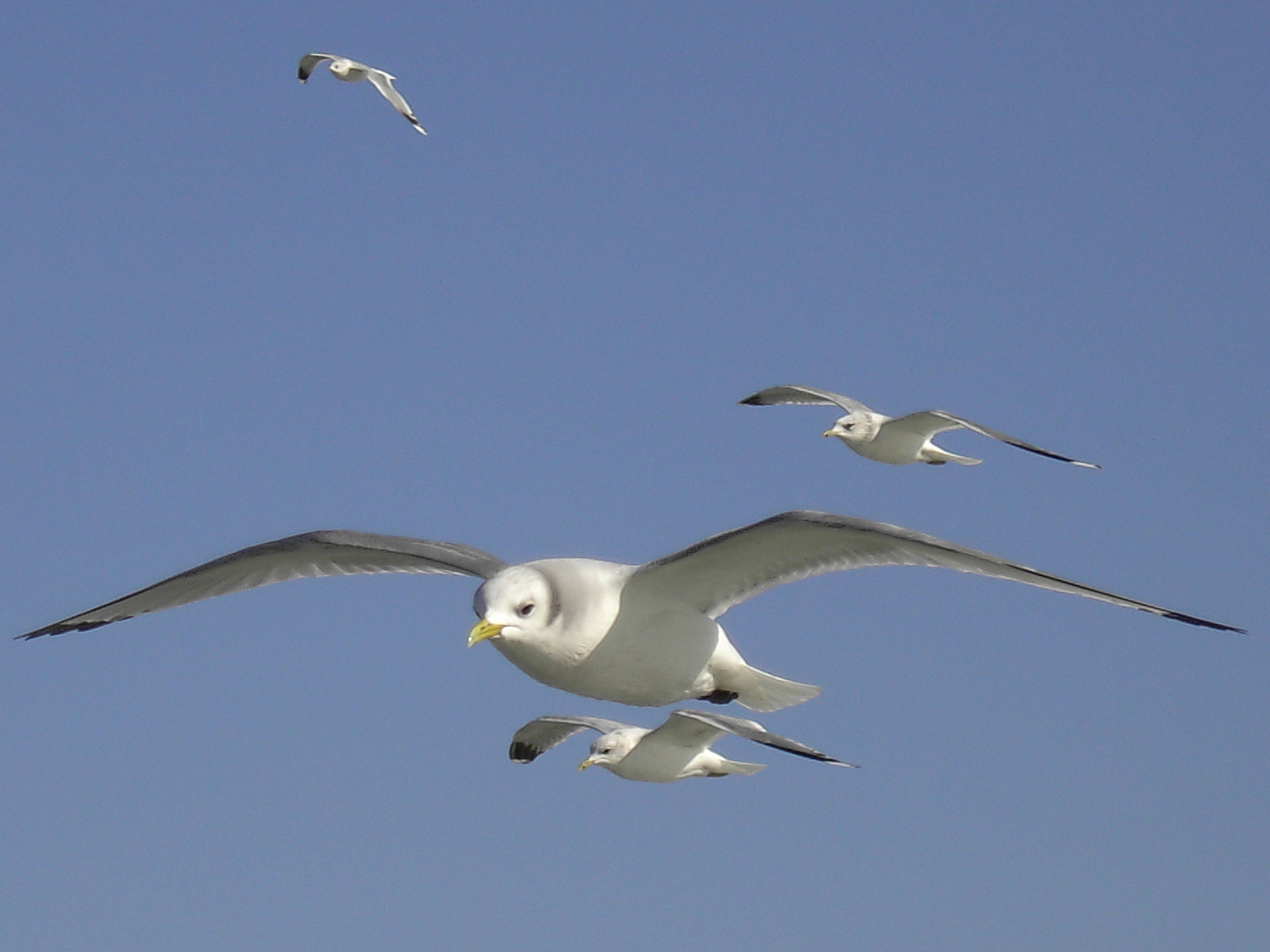
Adulta fåglar i vinterdräkt. Notera den grå nacken och den mörka halvmåneformen vid örat.

En adult tretåig mås blir mellan 37 och 42 centimeter lång och har ett vingspann på 93 till 105 centimeter. Den är alltså bara lite större än en skrattmås. Precis som dess namn antyder så är den unik inom familjen måsar och trutar (Laridae) genom att dess baktå är tillbakabildad och endast utgör en liten klump. Detta gäller dock bara för nominatunderarten R. t. tridactyla och inte underarten R. t. pollicaris som, precis som dess vetenskapliga namn antyder (pollux = tumme), har en normalt utvecklad baktå.
Den har en stel och spänstig flykt vilket får den att påminna om en tärna mer än om andra måsar. Den har korta ben som är mörka till svarta i alla dräkter och könen har samma teckning. Dock är hanarna något tyngre och honorna är till storleken något lite mindre än hanarna. Detta är dock omöjligt att observera i fält så länge man inte mäter och väger individerna. För båda könen gäller att mått och vikt ökar något ju äldre de blir. Tretåig mås har två åldersklasser.
Den adulta fågeln är lik fiskmåsen med huvud, hals, undersida, övergump och stjärt som är vita. Vingovansidan går i två grå nyanser och vingspetsarna är helsvarta vilket gör att vingen ser trefärgad ut på håll. Dess näbb är gulgrön. I vinterdräkt är de adulta fåglarnas dräkter nästan samma som i sommardräkt förutom att de har en grå halsboa om nacken och en halvmåneformad mörk fläck vid örontäckarna.
I juvenil dräkt och i första vinterdräkt har de svartgrå näbb. Som många av de andra mindre måsfåglarna de också i dessa dräkter svarta band på vingovansidan vilket, i kontrast med de helvita armpennorna och vingfönstret, bildar ett stort W-tecken som bryts i mitten av ryggens grå färg. De har också en svart triangelformad avslutning på stjärten. Den tydligaste skillnaden mellan en juvenil fågel och en fågel i första vinterdräkt är att juvenilen har en kraftig, svart halsboa om nacken och svart öronfläck, medan den precis som på adulta fåglar är grå för fåglar i första vinterdräkt.
Normalt är ruggningen av handpennorna avslutad i november.
Lätet är ungefär "kittee-wa-aaake, kitte-wa-aaake", och därav kommer också det engelska namnet "Kittiwake".

## Systematik och utbredning
Tretåig mås och beringmås (Rissa brevirostris) bildar tillsammans släktet Rissa som i sin tur tillhör familjen måsfåglar (Laridae). Släktet skiljer sig bland annat ifrån resterande arter inom familjen genom att under långa perioder befinna sig över öppet hav.

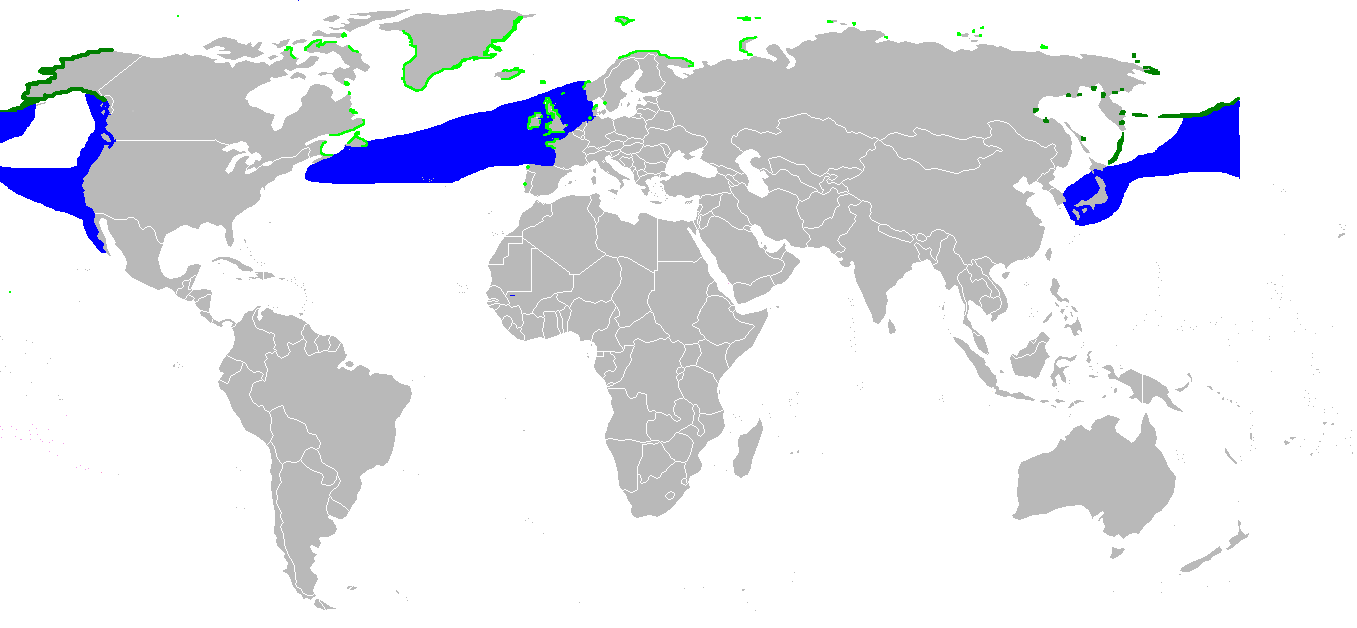
Ljusgrönt = häckning R. t. tridactyla
Mörkgrönt = häckning R. t. pollicaris
Blå = övervintring

Tretåiga måsen har cirkumpolär utbredning i arktiska och tempererade områden och förekommer i Nordatlanten och norra Stilla Havet. I Europa lever den främst vid Nordatlantens kuster. Under 1900-talet har den etablerat sig i Nordsjön och Kattegatt. Den är delvis en flyttfågel och från augusti till april (utanför häckningstiden) finns den uteslutande på öppet hav. Under denna period blandas olika ostatlantiska kolonier med varandra. Många ger sig då av till nordvästra Atlanten till farvatten utanför Grönland och Kanada. Den har observerts så långt söderut som utanför Yangtze i Kina och en juvenil individ observerades den 29 november 1999 i Thailand. 
Tretåig mås delas ofta upp i två underarter:
- vanlig tretåig mås[8] Rissa tridactyla tridactyla – nominatformen häckar i norra Atlanten, från nordöstra Kanada, nordöstra USA och Grönland österut till Tajmyrhalvön och Severnaja Zemlja.
- Rissa tridactyla pollicaris (Ridgway 1884) – häckar i norra Stilla Havet, från sydöstra Sibirien, Ochotska havet och Kurilerna till Alaska.

### Förekomst i Sverige
Redan i slutet av 1800-talet konstaterade C.A Hansson angående den tretåiga måsens uppträdande på västkusten: Sillrinkan (Larus tridactylus) förekommer allmänt från början af Oktober till medio och slutet av Mars, så vida havfet ej är isbelagt. Som häckfågel förekom den inte förrän den första observerade häckningen skedde 1967 på ön Nidingen utanför norra Hallands kust. Dock finns det en betvivlad uppgift om att den skulle ha häckat i Tjörns skärgård i Bohuslän i mitten av 1800-talet då en Tretåig Måse skulle ha skjutits vid boet i juli.
Idag ses på hösten tidvis stora mängder tretåiga måsar förflytta sig utmed svenska västkusten, särskilt vid starka västliga vindar, och cirka 10 000 fåglar har noterats under en enda dag.

## Ekologi

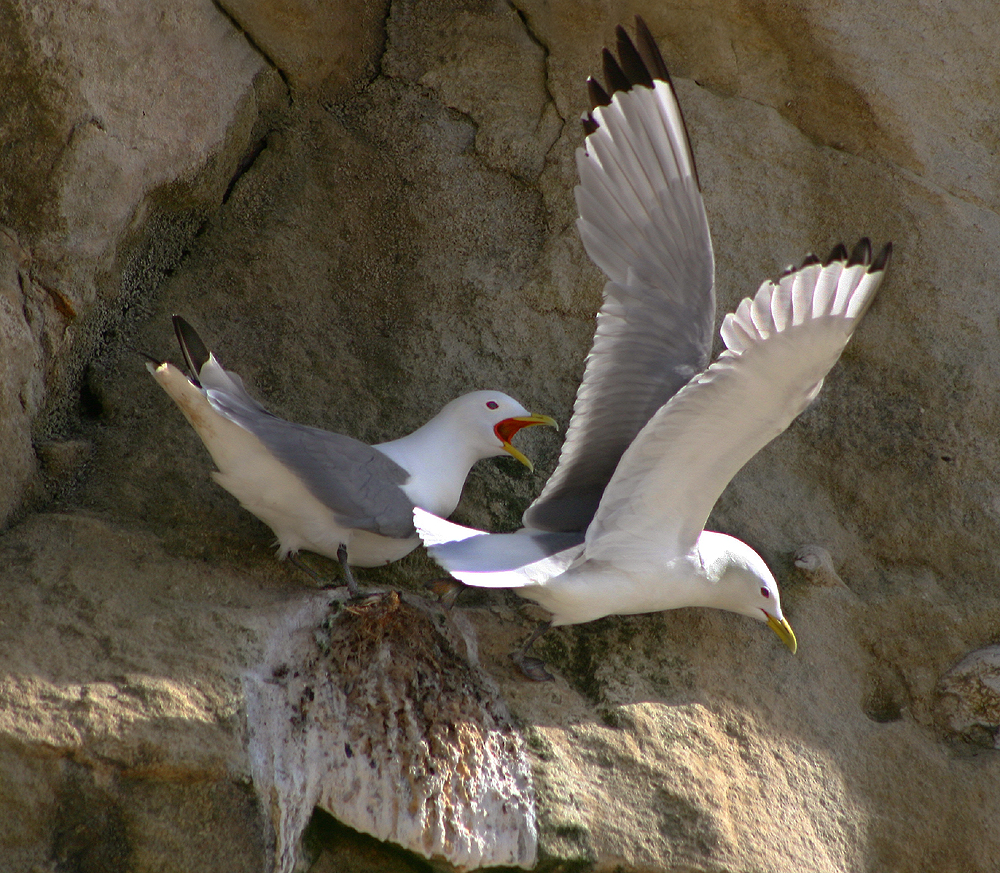
Tretåiga måsar.

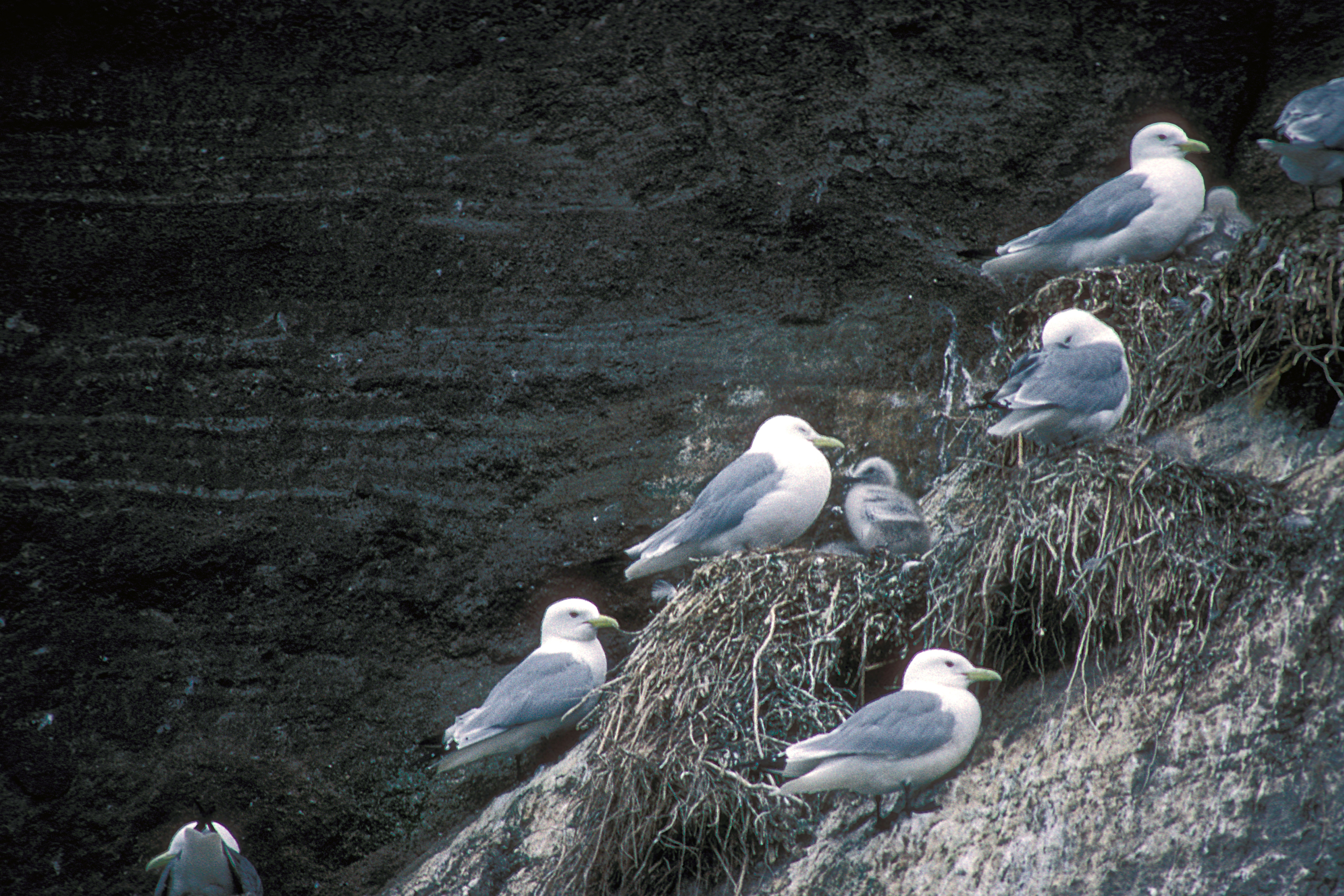
Fotografi från en koloni med tretåig mås.

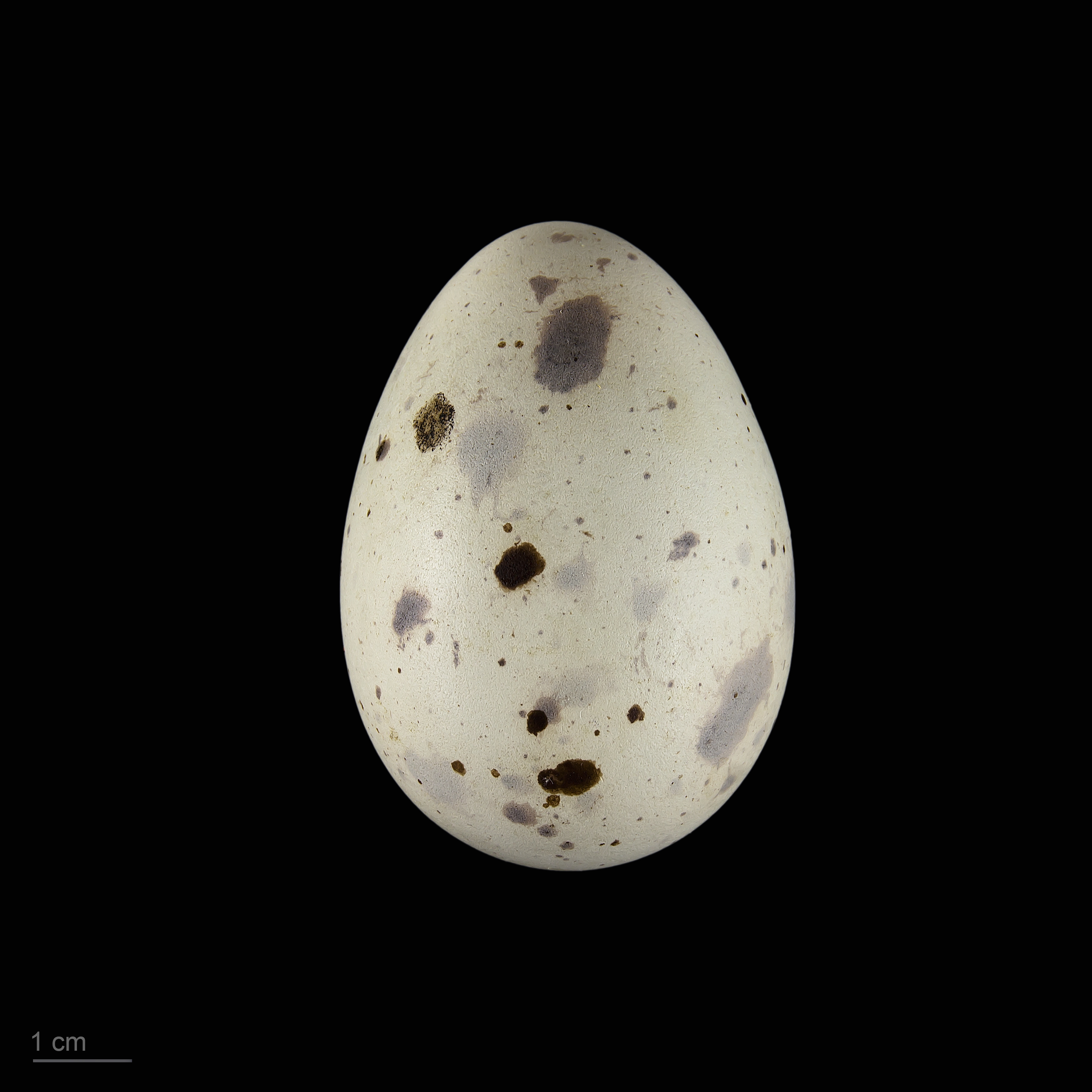
Ägg från tretåig mås.

### Häckning och biotop
En tretåig mås blir könsmogen efter ungefär fem år. Den bildar par som vanligen håller ihop under hela livet. Häckningstiden sträcker sig från maj till juli. Den häckar i kolonier på branta klippor, så kallade fågelberg, men ibland etableras det även kolonier i vattennivå på skär och mindre öar. Ungarna som föds i en koloni belägen på ett fågelberg är mer säkra från naturliga fiender än de som föds upp på horisontellt underlag. 
Honan lägger en till tre ägg som är cirka sex centimeter stora i ett bo som byggs gemensamt av paret. Boet byggs av jord, slam och växtdelar och trampas till en smet som fågeln rotera i så att det bildas en boskål. på detta sätt muras boet fast och när slammet sedan torkar blir boet mycket hårt. Båda föräldrar tar hand om ungarna som blir flygfärdiga efter fem till åtta veckor. I genomsnitt överlever 24 av 100 ungar till könsmogen ålder. De vanligaste dödsorsakerna är stormar, vilka kan resultera i utmattning, födobrist eller skador, och oljeutsläpp.

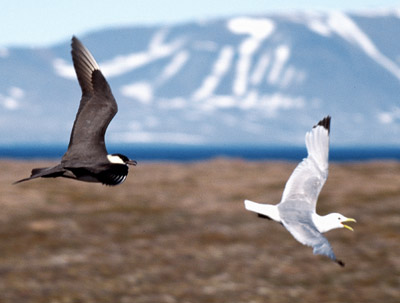
En fjällabb jagar en tretåig mås på Svalbard. På detta sätt försöker fjällabben få den tretåiga måsen att spy upp föda vilken labben sedan fångar i flykten.

### Föda
Tretåiga måsen livnär sig främst av små pelagisk småfisk som sill, skarpsill, tobis och små torskfiskar, men även blötdjur och kräftdjur. På sommaren tar den även insekter. Den flyger även efter fiskebåtar och tar fisk och fiskavfall när tillfälle bjuds.

## Tretåig mås och människan

### Status och hot
Tretåig mås är den vanligast förekommande fågeln i Nordatlanten. Fram tills nyligen ansågs den globala populationen inte vara hotad, men ny data visar att den minskar relativt kraftigt. Internationella naturvårdsunionen IUCN kategoriserar därför arten sedan 2017 som sårbar. Världspopulationen uppskattas till cirka 15 miljoner individer, medan det i Europa tros häcka 1,7–2,2 miljoner par.
Det svenska häckningsbeståndet på Nidingen är mycket litet, bestående av endast 90 reproduktiva individer. Eftersom tretåig mås som häckfågel i Sverige bara finns på denna ö och populationen är liten så kan det svenska beståndet behöva särskilt skydd. Den är upptagen som starkt hotad på Artdatabankens rödlista.

### Namn
Eftersom den tretåiga måsens baktå är så liten att den närmast liknar en liten klump har den fått namnet tretåig mås. I Bohuslän kallades den förr för ringkedja och dialektalt för kryckje eller kryckja. Den har också benämnts ringtjäden, ringtjäen och sillrinka.